# 関東地方環境事務所
関東地方環境事務所（かんとうちほう かんきょうじむしょ）は、埼玉県さいたま市中央区にある環境省の地方支分部局で、関東地方など1都9県を管轄している。

## 管轄区域
- 茨城県、栃木県、埼玉県、千葉県、東京都、神奈川県、山梨県、静岡県
- 群馬県（ただし上信越高原国立公園および国指定浅間鳥獣保護区の区域は中部地方環境事務所が管轄[1]）
- 新潟県（ただし磐梯朝日国立公園および国指定大鳥朝日鳥獣保護区の区域は東北地方環境事務所が、上信越高原国立公園および中部山岳国立公園並びに妙高戸隠連山国立公園の区域は中部地方環境事務所が管轄[1]）
- 福島県に係る日光国立公園の区域[1]
- 長野県に係る秩父多摩甲斐国立公園および南アルプス国立公園の区域[1]

## 組織
- 関東地方環境事務所 （さいたま新都心合同庁舎１号館）
  - 総務課
  - 資源循環課
  - 環境対策課
  - 放射能汚染対策課
  - 国立公園課
  - 野生生物課
  - 自然環境整備課

## 管内事務所
- 関東地方環境事務所 直轄
  - 成田自然保護官事務所（千葉県成田市、成田国際空港南部貨物地区）
  - 奥多摩自然保護官事務所（東京都西多摩郡奥多摩町）
  - 小笠原自然保護官事務所（東京都小笠原村、小笠原世界遺産センター）
  - 母島自然保護官事務所（東京都小笠原村）
  - 南アルプス自然保護官事務所（山梨県南アルプス市、南アルプス市役所芦安支所）
    - 静岡事務室（静岡市葵区、静岡市役所静岡庁舎）

  - 伊那自然保護官事務所（長野県伊那市）
  - 佐渡自然保護官事務所（新潟県佐渡市）
  - 檜枝岐自然保護官事務所（福島県南会津郡檜枝岐村）
  - 片品自然保護官事務所（群馬県利根郡片品村）
- 新潟事務所（新潟市中央区、新潟美咲合同庁舎）
- 横浜事務所（横浜市中区、横浜第二地方合同庁舎）
- 日光国立公園管理事務所（栃木県日光市）
  - 日光湯元管理官事務所（日光国立公園管理事務所内）
  - 那須管理官事務所（栃木県那須郡那須町）
- 富士箱根伊豆国立公園管理事務所（神奈川県足柄下郡箱根町）
  - 伊豆諸島管理官事務所（東京都大島町、大島合同庁舎）
  - 富士五湖管理官事務所（山梨県富士吉田市、生物多様性センター）
  - 沼津管理官事務所（静岡県沼津市、沼津合同庁舎）
  - 下田管理官事務所（静岡県下田市、下田地方合同庁舎）

## 管内の国立公園
- 日光国立公園
- 尾瀬国立公園
- 秩父多摩甲斐国立公園
- 小笠原国立公園
- 富士箱根伊豆国立公園
- 南アルプス国立公園